# 後藤剛範
後藤 剛範（ごとう たけのり、1983年6月27日 - ）は、日本の俳優。Nabura所属。

## 来歴
東京都出身。祖父は五・一五事件の青年将校・後藤映範。明治大学演劇学専攻在学中に大学内にある実験劇場で、唐十郎、寺山修司、岸田理生などの戯曲を扱い公演をする。大学中退後、舞台を中心に演劇活動を始める。2007年に国分寺大人倶楽部『メリー』に出演し、2010年に正式に劇団所属となる。現在は劇団オーストラ・マコンドーに籍を置く。『全裸監督』のラグビー後藤役で注目を浴びる。

## 出演

### 映画
- トリハダ -劇場版-（2012年9月）
- アラグレ（2013年1月）
- 受難（2013年12月）
- ヒメアノ〜ル（2016年5月）
- なりゆきな魂、（2017年1月） - 城ヶ崎 役[4]
- はめられて Road to Love（2017年3月） - 梶原 役
- たゆたう（2017年4月）
- ろんぐ・ぐっどばい 〜探偵 古井栗之助〜（2017年5月）[5]
- 三つの光（2017年9月） - タイキ 役[6]
- 犬猿（2018年2月）[7] - ボーイ 役
- クソ野郎と美しき世界「慎吾ちゃんと歌喰いの巻」（2018年4月）[8]
- 新橋探偵物語（2019年3月）[9] - 仕出しのくり鳥・大男 役
- ダンスウィズミー（2019年8月）[10]
- ブルーアワーにぶっ飛ばす（2019年10月）
- どうしようもない僕のちっぽけな世界は、（2022年6月）[11] - ボー 役※ 2019年第32回東京国際映画祭上映作品
- 強がりカポナータ（2019年12月） - 彰 役[12][13]
- 騙し絵の牙（2021年3月）[14] - 森下マネージャー 役
- 成れの果て（2021年12月） -  野本エイゴ 役[15]
- 灰色の壁 -大宮ノトーリアス-（2022年2月） - 船木 役[16]
- ツーアウトフルベース（2022年） - ヒロポン 役[17]
- 大事なことほど小声でささやく（2022年） - 主演・ゴンママ（権田鉄雄）役[18]
- Gメン（2023年8月） - 松永 役[19]
- うかうかと終焉（2023年10月） - 魚屋の店員 役[20]
- マッチング（2024年） - 堀井健太 役[21][22]
- 辰巳（2024年4月） - 後藤 役[23]
- アングリースクワッド 公務員と7人の詐欺師（2024年11月） - 村井竜也 役[24][25]

### テレビドラマ
- ディアスポリス 異邦警察 第5話・第6話（2016年5月、MBS・TBS）
- コードネームミラージュ Episode03・Episode13（2017年4月22日・7月1日、テレビ東京）
- ドラマ・ミステリーズ〜カリスマ店員が選ぶ珠玉の一冊〜「恋煩い」（2017年4月22日、フジテレビ）
- スモーキング 第9話（2018年6月15日、テレビ東京）
- 捜査会議はリビングで! 第2回・第3回、最終回（2018年7月・9月、NHK BSプレミアム）[26]
- トーキョーエイリアンブラザーズ 第7話・第8話（2018年9月3日・10日、日本テレビ）[27]
- 激レアさんを連れてきた。ドラマシアター激アツ!! ヤンキーサッカー部（2018年9月、テレビ朝日）[28]
- ちょいドラ2019「斬る女」（2019年1月12日、NHK総合）[29]
- よつば銀行 原島浩美がモノ申す！〜この女に賭けろ〜 第5話（2019年2月18日、テレビ東京）
- 福岡恋愛白書14 天神ラブソング（2019年3月22日、KBCテレビ） - 荒木和久 役[30]
- きのう何食べた？ 第4話（2019年4月27日、テレビ東京）- マーちゃん 役[31] [32]
- 頭に来てもアホとは戦うな! 第5話（2019年5月21日、日本テレビ）- 熱波師 役[33][34]
- ランウェイ24 第1話（2019年7月7日、ABCテレビ・テレビ朝日）[35]
- わたし旦那をシェアしてた 第2話・第6話（2019年7月11日・8月8日、読売テレビ・日本テレビ）
- ボイス 110緊急指令室 第3話・第4話（2019年7月27日・8月3日、日本テレビ） - 田丸 役[36]
- 螢草 菜々の剣 第5話・第6話（2019年8月23日・30日、NHK BSプレミアム）[37] - 鬼吉 役
- 来世ではちゃんとします（2020年1月9日 - 3月26日、テレビ東京） - 林勝 役[38]
  - 来世ではちゃんとします2（2021年8月12日 - 9月30日）[39]
  - 来世ではちゃんとします お正月初夢SP（2022年1月1日）[40]
  - 来世ではちゃんとします3（2023年1月5日 - 3月23日）[41]
- 正しいロックバンドの作り方 第7話（2020年6月2日、日本テレビ）- オギノの家の隣人 役[42][43]
- 雨の日（2021年11月3日、NHK総合） - 須藤勇 役[44]
- 真夜中にハロー! 第6話（2022年2月18日、テレビ東京） - 奥仲ユウジロウ 役[45]
- インビジブル 第2話 - 最終話（2022年4月22日 - 6月17日、TBS） - 島袋俊彦 役[46]
- 名探偵ステイホームズ（2022年4月、日本テレビ）[47]
- 運命警察（2022年7月13日 - 8月31日、テレビ東京） - 村西徹 役[48]
- 祈りのカルテ（2022年11月12日、日本テレビ）[49] - 灰崎彰吾 役
- THE TRUTH 第1話（2023年12月6日、テレビ東京） - 鬼頭大志 役[50]
- 家康と三成のスマホ（2023年9月） - 福島正則 役[51]
  - 天下人のスマホ（2023年12月）[52]
- THE TRUTH 第1話（2023年12月6日、テレビ東京） - 鬼頭大志 役[53]
- 新空港占拠（2024年1月13日 - 3月16日、日本テレビ） - 猪 / 松長仁 役[54]
- ミス・ターゲット（2024年4月21日 - 6月16日、ABCテレビ・テレビ朝日） - 茶野竜 役[55]
- 新宿野戦病院 第9話・最終回（2024年8月28日・9月11日、フジテレビ） - 甲斐 役[56]
- ベイビーわるきゅーれ エブリデイ! 第6話・第8話・第9話・第11話（2024年10月10日 - 11月14日、テレビ東京） - 山下牧尾 役[57]
- ライオンの隠れ家 第3話・第6話（2024年10月25日・11月15日、TBS） - 樺島 役[58][59]
- オクラ〜迷宮入り事件捜査〜 第4話・第5話（2024年10月29日・11月5日、フジテレビ） - 新山博一 役[60][61]
- ハスリンボーイ（2024年11月1日 - 12月20日、WOWOW） - 目良 役[62]

### 配信ドラマ
- Heather presents インスタドラマ『デートまで』（2018年7月17日 - 8月2日、Instagram） - 店長桝山 役[63]
- 全裸監督（Netflix） - ラグビー後藤 役
  - シーズン1（2019年8月8日）[64]
  - シーズン2（2021年6月24日）[65]
- 来来来世でもちゃんとします 第5.5話（2021年9月1日、Paravi） - 林勝 役
- トークサバイバー!（2022年3月8日、Netflix） - 生活指導教師・岩田 役
- 龍が如く〜Beyond_the_Game〜（2024年10月25日、Amazon Prime Video） - 冴島大河 役
- アングリースクワッド EPISODE ZERO（2024年11月14日 - 28日、Lemino） - 村井竜也 役[66]

### 舞台
2007年
- 国分寺大人倶楽部 WIP版『メリー』（12月）
- 国分寺大人倶楽部『メリー』（12月） - 山田 役

2008年
- 顔よ（4月）
- smartball『Kiss me,deadly』（7月） - ガレージに来る男4 役
- 国分寺大人倶楽部『ハローワーク』（10月） - 中野清治 役
- 帝国、エアリアル（12月）

2009年
- リミックス（5月） - 主演
- 国分寺大人倶楽部『グロテスク』（9月） - バンチョー 役

2010年
- 国分寺大人倶楽部『ガールフレンド』（1月） - 主演・ゴウダ 役
- Zyklon B（再演）（6月）
- 国分寺大人倶楽部『ストロベリー』（9月） - 主演・アオイ 役

2011年
- 国分寺大人倶楽部『ホテルロンドン』（2月） - 主演・モリタ 役
- マコンドープロデュース『東京の空に』（4月） - 後藤剛春 役
- 国分寺大人倶楽部×王子小劇場「リミックス２」ストロベリー-remix- / ホテルロンドン-remix-（6月）
- チャイムが鳴り終わるとき（8月）
- 三鷹の化け物（9月- 10月）
- ラブリーベイベー （10月 - 11月）
- トーキョービッチ、アイラブユー（12月） - 店長 役

2012年
- 戯伝写楽ーその男、十郎兵衛ー（2月）
- ハローワーク（2月） - 主演
- くちづけ（4月） - 小人・毘沙門天 役
- 㐂（よろこび）（5月 - 6月）
- エッグ（9月- 10月）
- 好き好き大好き超愛してる。（11月 - 12月）

2013年
- 素晴らしき哉、人生!（3月）
- オーラルメゾッド3性的人間（5月）
- 岸田國士原作コレクションクロニック・モノロゲ / ここに弟あり / 風俗時評（5月- 6月）
- 岸田國士原作コレクション2 かんしゃく玉 / ここに弟あり /頼母しき求婚取引にあらず（7月  - 8月）
- 特別企画「素晴らしき哉、人生！原作リーディング「いちばんのおくりもの」（7月）
- 木（8月） - 声の出演
- マチワビ（9月）
- 東海道四谷怪談ー通し上演ー（11月） - 秋山長兵衛 役 他
- 晴れ、ときどき束縛、のち解放（12月）

2014年
- さらば箱舟（2月） - ダン 役
- KUNIO『ハムレット』（7月-  8月） - レアティーズ 役
- ヒッキー・カンクーントルネード（9月） - 圭一 役
- フレンド-今夜此処での一と殷盛り-（9月- 11月） - ゴウ 役
- ろりえ（12月）

2015年
- 新年工場見学会2015（1月）
- penalty killng（2月）
- オーストラ・マコンドー「小津安二郎に捧ぐ『家族』」（3月）
- 岩井秀人×快快『再生』（5月）
- ヒッキー・カンクーントルネード（7月 - 8月） - 圭一 役
- チック（11月） - 主演

2016年
- 新年工場見学会2016ごっちん娘（1月） - ごっちん 役
- あなたの知らない本多劇場（2月）
- オーストラ・マコンドー『業』（3月） - 主演
- 快快「ウェルカムチキュージン」（5月）
- 国分寺大人倶楽部『ラストダンス』（7月） - 主演
- ミュージカル黒執事〜NOAH'S ARK CIRCUS〜（11月 - 12月） - ジャンボ 役

2017年
- 新年工場見学会2017（1月）
- 快快『CAT FISH』（2月）
- リーディング公演 ふたり3月Bチーム（3月）
- 詩の朗読とちょっとしたお芝居（3月） - 御徒町凧 役
- 木ノ下歌舞伎『東海道四谷怪談ー通し上演ー』（5月） - 秋山長兵衛 他 役
- ハイバイ『ハイバイ、もよおす』（7月- 8月） - ごっちん 役 他
- KUNIO『夏の夜の夢』（8月） - スナッグ 役
- オーストラ・マコンドー『お父さんとお母さん』（10月） - 主演
- ろりえ『桃テント』（12月） - 主演・護闘 役

2018年
- 新年工場見学会2018（1月） - 男2 役
- 泥棒役者（4月） - 警察官 役
- オーストラ・マコンドー『ありがたみをわかりながら死ね』（8月） - ガタイの良い男 役

2019年
- ブス会＊『エーデルワイス』（2月） - 出版社の後藤・夫候補今市 役
- 夏の日の本谷有希子『本当の旅』（8月）
- オーストラ・マコンドー 『some day』（9月） - 主演・西村朋ノ介範 役

2020年
- いきなり本読み！『おとこたち』（2月） - 津川 / 修行男2 / 森田 / 鈴木 / 山田 役
- 盆栽（2月） - ダニエル 役
- 俺も頑張る（6月） - 映像出演
- ゲルニカ（9月 - 11月） - アントニオ 役
- いきなり本読み！ in 東京国際フォーラム（12月）

2021年
- □字ック『タイトル、拒絶』（2月）
- 第6回 いきなり本読み！（6月）

2022年
- ハイバイ『ワレワレのモロモロ2022』（7月）

2023年
- 宝飾時計 （1月 - 2月） - 関一 役
- たぶんこれ銀河鉄道の夜（3月 - 4月）

2024年
- オーストラ・マコンドー 本公演『他と信頼と』（8月） - あぞのの恋人 役
- ハイバイ『て』（12月 - 2025年1月）

### WEB MOVIE
- ネスレシアター on YouTube 第5弾「デートとは何か」監督：山内ケンジ（2014年3月10日）

### CM
- 森永製菓 DARS「12つぶの物語」篇（2013年）
- 静岡新聞 SBS 超ドS「静岡兄弟」篇（2016年）
- 住友生命保険 健康増進型保険Vitality「#3 今を生きマッスル」篇（2018年 - 2019年）
- NOK「スマートフォン」篇（2019年 - ）
- 横浜ゴム ヨコハマタイヤ「ウエットラグビー大会」篇（2019年 - ）
- プレイド CXプラットフォーム KARTE「冒険の旅へ」（2019年 - ）
- UQコミュニケーションズ UQ mobile「熱波まつり」（2020年 - ）
  - 「家族まとめて」篇・「ずーっとイチヨンパ」篇・「スマホそのまま」篇
- パチンココンコルド 「コンコル土鍋」篇・「人はそれをPAYAと呼ぶんだぜ。」篇（2022年）

### PV
- ZEROICHI「BWIZU feat.IKKOH」（2020年3月11日配信リリース）[111]